# Johann Martin Baur von Eysseneck

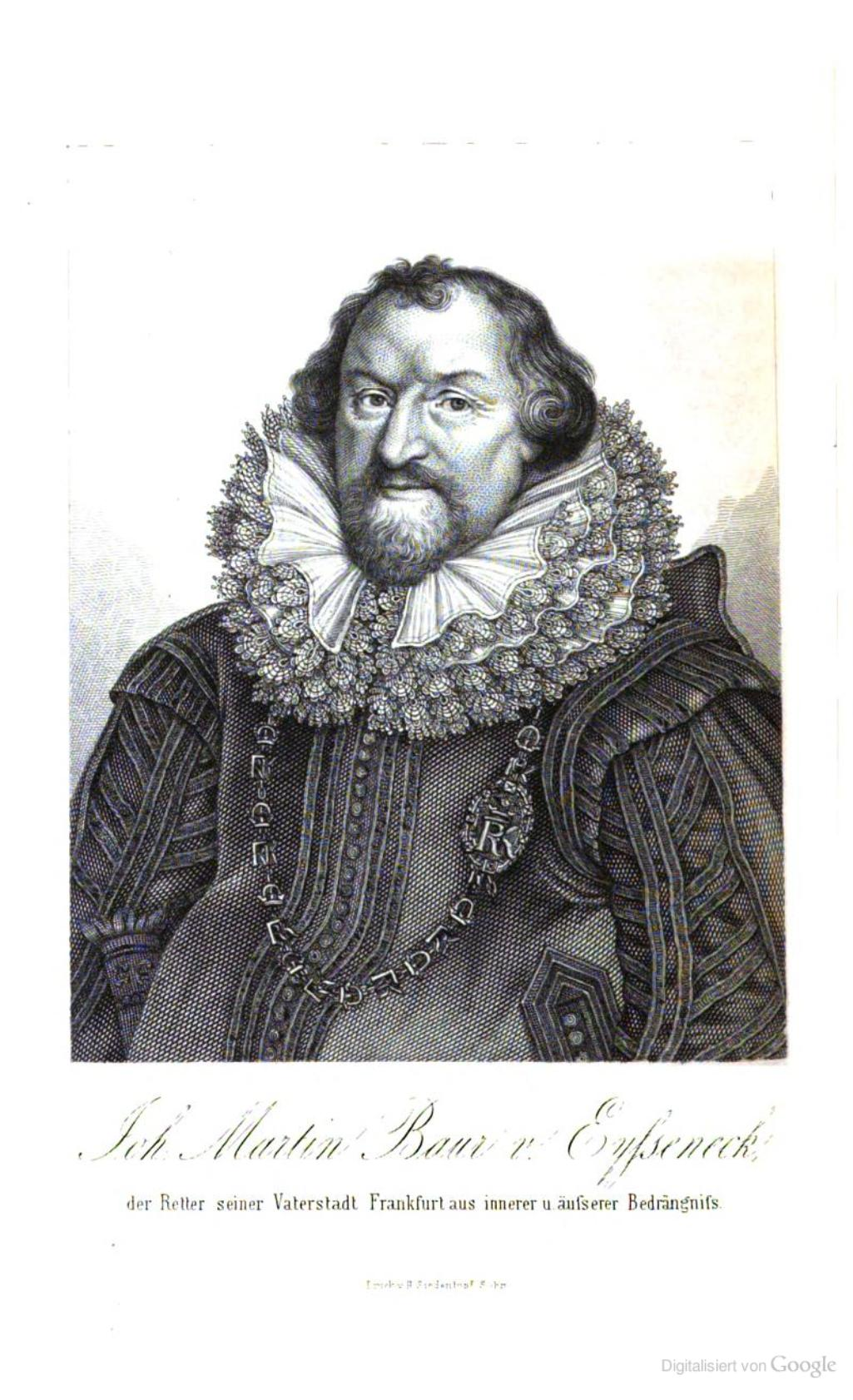
Johann Martin Baur von Eysseneck (1577–1644)

Johann Martin Baur, seit 1616 Baur von Esseneck (* 14. Juli 1577 in Frankfurt am Main; † 4. August 1634 ebenda) war ein Kaiserlicher Rat und Zeugherr, das heißt höchster militärischer Beamter, der Freien Reichsstadt Frankfurt am Main. Im Fettmilch-Aufstand nahm er am 27. November 1614 die Aufrührer um Vinzenz Fettmilch fest. 1615 wurde er Jüngerer Bürgermeister, und vom 17. Januar 1616 bis zu seinem Tod war er Stadtschultheiß und damit höchster Justizbeamter der Stadt.

## Leben
Baur wurde in Frankfurt als Sohn des aus Wien eingewanderten Buchdruckers und Schreibers des Weißfrauenklosters Martin Baur (1535–1598) geboren. Seine Mutter war Martin Baurs dritte Ehefrau Elisabeth Wolf von Rosenbach verw. Scheid. 1598 erwarb er das Frankfurter Bürgerrecht und wurde 1599 Verwalter des Weißfrauenklosters, das seit der Reformation eine städtische Stiftung „zur Versorgung hiesiger bedürftiger Jungfrauen und Witwen lutherischen Bekenntnisses“ war.
1612 wurde Baur eines der 18 Ratsmitglieder, die nach dem Bürgervertrag vom 21. Dezember 1612 zusätzlich  aus der Bürgerschaft gewählt wurden. Ziel des Bürgervertrages war, die bisherige Dominanz der Patriziergesellschaft Alten Limpurg im Rat zu beenden, indem die in den folgenden Jahren durch Tod freiwerdenden Ratssitze solange nicht wiederbesetzt wurden, bis der Rat wieder die verfassungsgemäße Zahl von 43 Mitgliedern hatte. Schon kurz nach seiner Wahl wurde Baur als Zeugherr verantwortlich für die Verwaltung des in den Zeughäusern eingelagerten städtischen Kriegsgeräts. 
Im Sommer 1614 spitzte der Fettmilch-Aufstand sich zu. Die Aufrührer zwangen im Mai 1614 mit Gewalt die 43 früheren Ratsmitglieder zum Rücktritt, brachen damit den Bürgervertrag und stellten sich offen gegen den Kaiser. In der Bürgerschaft kam es daraufhin zu einer Polarisierung zwischen gemäßigten Kräften, hauptsächlich Kaufleuten, Juristen und Medizinern, und Radikalen, vor allem Handwerksgesellen. Die Radikalen übernahmen zunächst die Initiative. Am 22. August zog ein plündernder Mob durch die Frankfurter Judengasse, da man die Juden für die hohe Verschuldung der Stadt verantwortlich machte. Bei den Ausschreitungen kamen zwei Juden und einer der Angreifer ums Leben, der Sachschaden betrug über 170.000 Gulden. Am nächsten Tag erzwangen die Aufrührer die Vertreibung aller 1380 Juden aus Frankfurt. Der Kaiser, Schutzherr der Frankfurter Juden, ließ daraufhin am 8. Oktober die Reichsacht verkünden über Vinzenz Fettmilch sowie über den Schreiner Konrad Gerngroß und den Schneider Konrad Schopp, die als Rädelsführer des Aufstandes galten. 
Die Revolutionäre verloren nun an Rückhalt in der Bürgerschaft, die um die kaiserlichen Privilegien fürchtete, welche die Grundlage des Frankfurter Wirtschaftslebens bildeten. Johann Martin Baur setzte sich entschlossen an die Spitze der gemäßigten Bürger und verhaftete am 27. und 28. November persönlich an der Spitze einer bewaffneten städtischen Wache die Anführer um Fettmilch. 1615 wurde er Jüngerer Bürgermeister der Stadt, am 17. Januar 1616 Stadtschultheiß. Das auf Lebenszeit vergebene Amt des Stadtschultheißen war das höchste und angesehenste Amt in der städtischen Justiz und verbunden mit dem Titel eines Kaiserlichen Rates.
Für sein entschlossenes und besonnenes Handeln bei der Niederschlagung des Fettmilch-Aufstandes erhob ihn Kaiser Matthias am 1. Oktober 1616 in den erblichen Adelsstand. Den Namenszusatz von Eysseneck wählte er nach seiner Großmutter.
Baur war zweimal verheiratet: 1597 heiratete er Katharina Elisabeth Heckbacher verw. Braun, 1616 Catharina Fleischbein verw. Fischer. Durch seine zweite Heirat war er Mitglied der Patriziergesellschaft Zum Frauenstein, 1622 zudem ehrenhalber Mitglied der Gesellschaft Alten Limpurg. An ihn erinnert die Eysseneckstraße im Nordend.